# Järppilä gård
Järppilä gård är en herrgård i Tövsala i Egentliga Finland. Dess storhetstid var i slutet av 1500-talet och gårdens huvudbyggnad från den tiden har bevarats som ruin.
Järppilä torde vara ett av de gårdslän som under 1200- och 1300-talet skapades längs dåvarande Norrfinlands kust. År 1480 gjorde hustru Kirsten i Stensböle, änka efter Anders Olofsson till Haiko, arvsskifte med sina barn om deras fädernearv. I skiftet gavs Järppilä gård till hennes sons barn i Pyttis. Gården omnämns nästa gång 1549 som tillhörig Nykoret i Åbo domkyrka och är troligen ett av de många gods som domprosten och biskopen Magnus Särkilax skaffade för korets försörjning. Dansken Bertil Ivarsson (Grön) trädde på 1560-talet i Johan III:s tjänst som stallmästare och var en av kungens främsta tromän i Finland. Han fick 1570 Järppilä i förläning av kungen och lät uppföra gårdens  stenbyggnader. Han tjänade sedan som bland annat slottsloven på Viborgs slott och under kung Sigismund i befälet på Åbo slott. Liksom de andra befälhavarna fängslades han 1597 efter slottets kapitulation och miste sina gods. Han återfick dem år 1600 men fängslades på nytt 1610-1613 på grund av sonen Ivars politiska verksamhet i Polen. Fem år före hans död 1620 förlänades Järppilä till riksmarskalken Henrik Horn och gården innehades på 1630-talet av dennes änka Anna Snakenborg. Gården var därefter förlänad till en medlem av ätten Fleming. Den indrogs till kronan 1683 och indelades till ett berustat säteri. År 1769 köptes gården till skatterusthåll av lanträntmästaren Lorentz Mörtengren och efter hans död 1806 ärvdes gården av sonen, borgmästaren i Björneborg, Karl Mörtengren. Efter Karls änkas, Katarina Johanna Eneskjölds bortgång 1822 lämnade släkten Järppilä. Efter dem ägdes gården åtminstone åren 1836-1848 av Johan Widemark och åren 1849-1851 av Adolf Sylvester Blomlöf.
Den gamla stenbyggnaden på Järppilä ligger högst uppe på en kulle och den bevarade källarvåningen har två rum med tunnvalv och omfattar inalles 15 x 12-13,5 m. Över källaren torde ha funnits en överbyggnad i sten i en eller två våningar. En annan byggnad i sydost har mer eller mindre försvunnit. Den tredje byggnaden är fundamentet till gårdens spannmålsmagasin som byggdes år 1781. Också magasinets källare har tunnvalv. Gården ska ha förstörts i striderna mellan kung Sigismund och hertig Karl. Den nuvarande huvudbyggnaden är uppförd 1897 på en källare från 1600-talet.
Det sägs att Järppilä har varit förebild för Majniemi slott som förekommer i Zacharias Topelius historiska verk Fältskärns berättelser.